# Carlos Obligado
Carlos Obligado (* 21. Mai 1890 in Buenos Aires; † 3. Februar 1949 ebenda) war ein argentinischer Schriftsteller und Übersetzer. 
Obligado stamme aus einer sehr wohlhabenden Familie; sein Vater war Rafael Obligado, „der Poet von Paraná“ und Pedro Miguel Obligado war sein jüngerer Bruder. Er studierte Philosophie an der Universidad de Buenos Aires und konnte dieses Studium erfolgreich mit einer Promotion abschließen. Anschließend bekam er eine Anstellung in der Staatsverwaltung, die er auch ungeachtet der politischen Veränderungen (Putsch durch José Félix Uriburu) beibehielt. Später berief ihn die Academie Argentina de Letras zu ihrem Sekretär und als solcher wurde er auch mit der Leitung des Instituto de Literatura Argentina „Ricardo Rojas“ betraut. Im Alter von beinahe 59 Jahren starb Carlos Obligado am 3. Februar 1949 in Buenos Aires und fand dort auch seine letzte Ruhestätte. 

## Werke (Auswahl)
als Autor
- Ausencia. 1945.
- La cueva de fósil. 1927 (erste wissenschaftliche Arbeit zum Werk Leopoldo Lugones')
- Patria. 1943.
- El poema del Castillo. 1938.
- Temas poeticos.

als Übersetzer
- Victor Hugo
- Alphonse de Lamartine
- Alfred de Musset
- Percy Bysshe Shelley
- Alfred de Vigny